# Nalaganje na zahtevo
V operacijskih sistemih je nalaganje na zahtevo način vnašanja strani v pomnilnik pri ostranjevanju, do katerega pride takoj, ko pride do napake strani (proces zahteva stran, ki je še ni v pomnilniku).
Pri tem se stran naloži v ciljni okvir šele, ko je prvič potrebna.
Obstaja pa tudi nalaganje vnaprej, pri katerem algoritem skuša ugotoviti, katere strani se bodo potrebovale v prihodnje.